# Americký astronaut (film)
Americký astronaut je sci-fi westernový filmový muzikál z roku 2001 o podivné misi v ještě podivnějším vesmíru. Sluneční soustava totiž spíše připomíná divoký západ devatenáctého století plný zpustlých barů, vesnických tanečních soutěží a individuí obchodující s prazvláštním zbožím. Snímek napsal a režíroval Cory McAbee, který ve filmu zároveň ztvárnil hlavní roli a se svou kapelou Billy Nayer Show napsal a složil soundtrack k filmu.

## Děj
Samuel Curtis (Cory McAbee) je vesmírný pašerák, který při doručování kočky do baru na asteroidu potká svého bývalého tanečního partnera, meziplanetárního zloděje ovoce Borůvkového piráta (Joshua Taylor). Jako mzdu obdrží Curtis podomácku vyrobené klonovací zařízení, které obsahuje nejcennějšího stvoření ve vesmírném kvadrantu – pravou živou dívku.
Na návrh Borůvkového piráta, vezme Curtis kufr s dívkou na Jupiter a vymění ho za chlapce z hornické kolonie. „Chlapec, který doopravdy viděl ženská prsa“ si díky svému exotickému zážitku vysloužil královský titul a motivoval horníky k práci.
Curtis má dále v plánu vyměnit chlapce na Venuši za Johnnyho R., který celý život sloužil jako lidský hřebec na planetě, která je obydlena pouze ženami. Za vrácení Johnnyho na Zemi má Curtis obdržet velkou odměnu.
Curtise během mise pronásleduje letitý protivník profesor Hess (Rocco Sisto), který je posedlý odplatou, ovšem profesor dokáže zabít, jen pokud k tomu nemá žádný důvod. Hess pronásleduje Curtise vesmírem v naději, že mu jednoho dne odpustí a pak ho bude moct zabít. Mezitím zabíjí každého s kým přijde Curtis do kontaktu.
Curtis a Chlapec se schovají ve staré vesmírné stanici Nevadských horníků z 19. století a zjistí, že tam malá skupina lidí stále žije. Jejich těla jsou zdeformovaná a mají strach vrátit se domů z obavy, že je zemská gravitace zabije. Dva z horníků porodili syna Kombinézu (James Ransone), který vyrostl v obleku simulující zemskou gravitaci. Curtis souhlasí s jeho dopravením na Zemi, ovšem když přistanou na Venuši, tak se plán změní. 

## Vznik filmu
Po roce 1995 se Cory McAbee musel přestěhovat s kamarádem do malého bytu a začal pracovat ve fabrice na barvení tváří figurín. V této době napsal první verzi scénáře svého celovečerního muzikálu Americký astronaut. Později začal pracovat jako ostraha v nočním klubu a bydlel v pokoji nad hotelovým barem v San Franciscu. Během následujících tří let přepisoval scénář a vytvářel storyboard. Poté se přestěhoval do Chicaga, kde potkal producenty snímku. 
Režisér se inspiroval snímky filmařů jako Chris Marker, Fritz Lang nebo John Ford. Zejména poslední zmíněný má vliv na téma filmu o nejistotě a bezútěšnosti moderní maskulinity. Celý scénář závisí na světě, kde plození je omezeno na jednoho muže, krále Venuše. Zoufalství a osamělost mužů z absence žen je hmatatelné v černobílém obraze a projevech násilí. 
V roce 1998 byl scénář přijat do scenáristické laboratoře festivalu Sundance. O dva roky později šel film do výroby a Cory McAbee celkově obsadil pozice scenáristy, režiséra, hlavní role a skladatele. 
V době vzniku filmu začal být populární americký realismus a Americký astronaut šel naprosto proti tomuto trendu. Smyšlené muzikálové dobrodružství s vesmírnými kovboji inspirované westerny z dávných dob, kombinující film, hudbu a umění do neskutečně poutavého a originálního nízkorozpočtového sci-fi muzikálu, který byl natočen na 35mm černobílý film. 

## Produkce
Tvůrci filmu chtěli vytvořit obraz vesmíru, jak ho ještě nikdo předtím neviděl. Atmosféra snímku byla inspirována režisérovými vzpomínkami na dědu, který vyrůstal v Severní Kalifornii, což byl v té době stále divoký západ. Všechny dekorace exteriérů kolem vesmírné lodi ručně nakreslila Maria Schoenherr.
Kostýmy, které reflektují osobní historii jednotlivých postav a evokují osamělou rutinu ve vesmíru, navrhla a vyrobila Dawn Weisberg. 
Většina scén od vesmírné lodi až po Jupiterské auditorium byla natočena v tanečním sále v Maspeth, Queens. 

## Distribuce
Premiéra filmu byla na festivalu Sundace v roce 2001, kde byl nominován na Velkou cenu poroty za nejlepší hraný film. Některé tehdejší média obviňovali film z útoku na homosexuály. Cory McAbee tvrdí, že kritici filmu se postupně vytratili a zůstala pevná fanouškovská základna. Snímek spoléhá na dlouhodobou distribuci v kinech. Diváci film objevují nebo znovuobjevují a Americký astronaut tak získává stále nový distribuční život.
V roce 2005 uvedla společnost Factory 515 film na DVD. Film byl převeden na disk v originálním formátu 1,75:1. DVD obsahuje bonusy včetně kompletního storyboardu, propagačních materiálů a rozhovorů s režisérem. V současnosti je film možné zhlédnout na streamovací službě Hulu Plus.